# Valley Fire

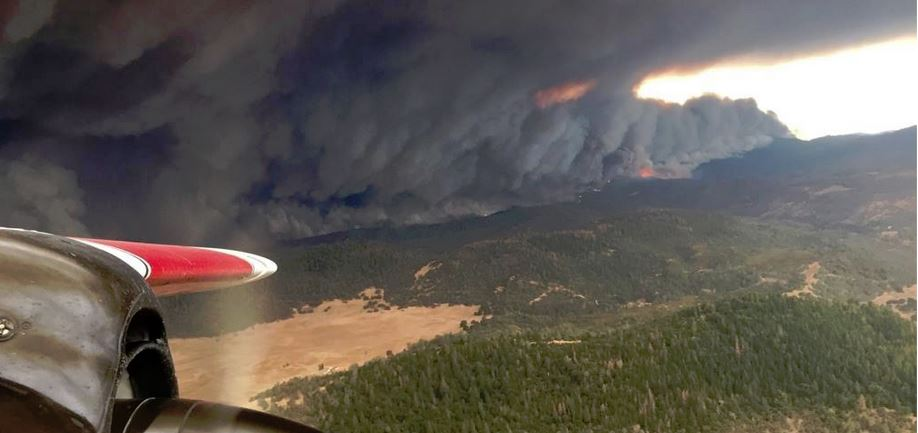
Das Valley Fire am 13. September 2015

Das Valley Fire war ein Waldbrand in Kalifornien, der am 12. September 2015 in der Nähe von Cobb in Lake County, Kalifornien, ausbrach. Im Verlauf des Brandes wurden weite Teile der Ortschaften Cobb, Middletown und Whispering Pines sowie Teile von Hidden Valley Lake zerstört. Eine seit 2011 anhaltende Dürre und starke Winde hatten die schnelle Ausbreitung des Feuers auf 40.000 Acres (rund 162 km2) innerhalb der ersten zwölf Stunden begünstigt.
Laut offiziellen Angaben war Feuer am 6. Oktober 2015 vollständig gelöscht. Mit mehr als 1.900 vernichteten Gebäuden gehört das Feuer zu den drei zerstörerischsten Waldbränden in der Geschichte Kaliforniens. Zwischenzeitlich waren rund 19.000 Menschen von Evakuierungsmaßnahmen betroffen. Bei dem Brand wurden vier Menschen getötet und vier Feuerwehrmänner verletzt.

## Galerie

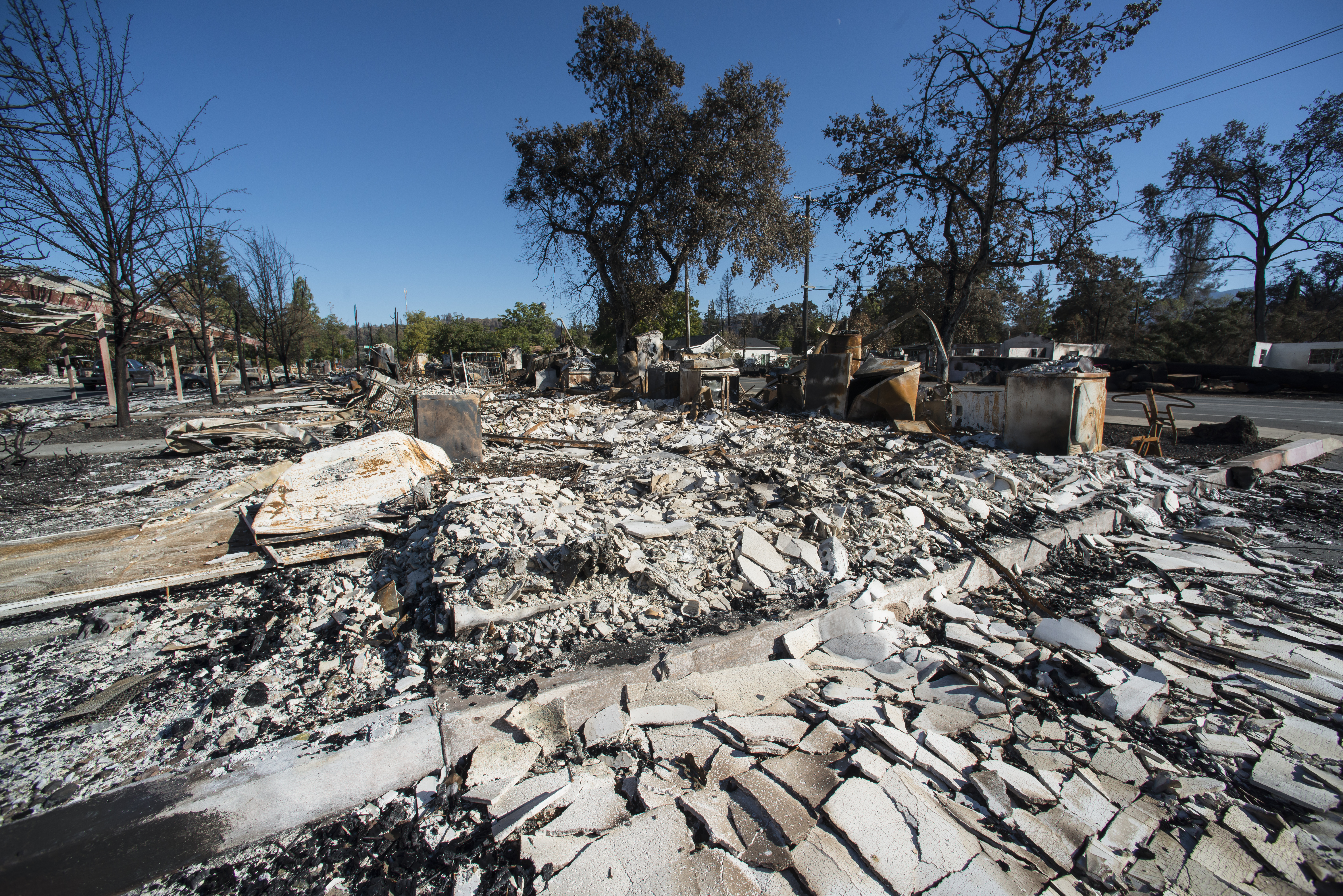
Weite Teile der Ortschaft Middletown wurden zerstört
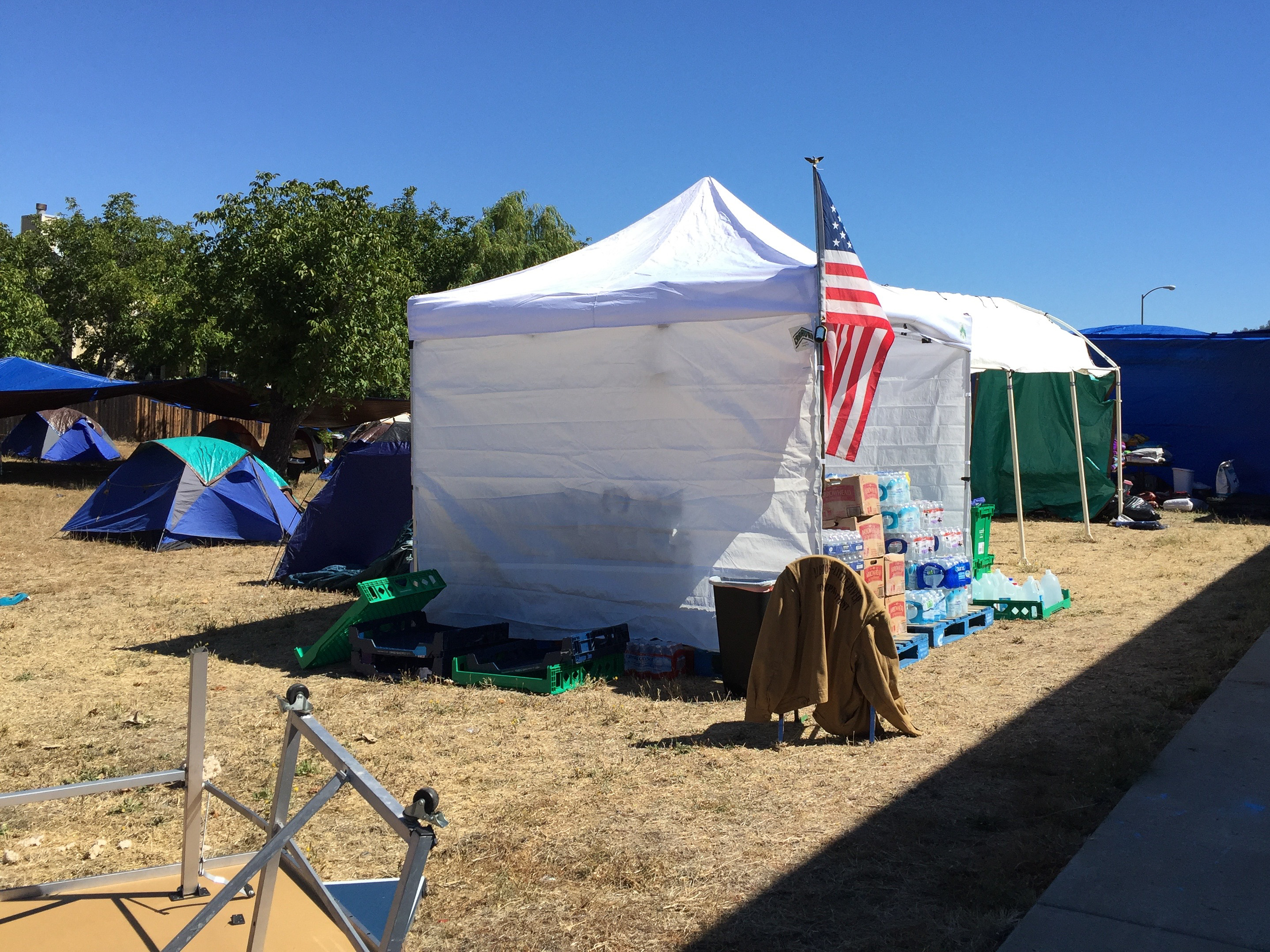
Evakuierungszentrum in Clearlake
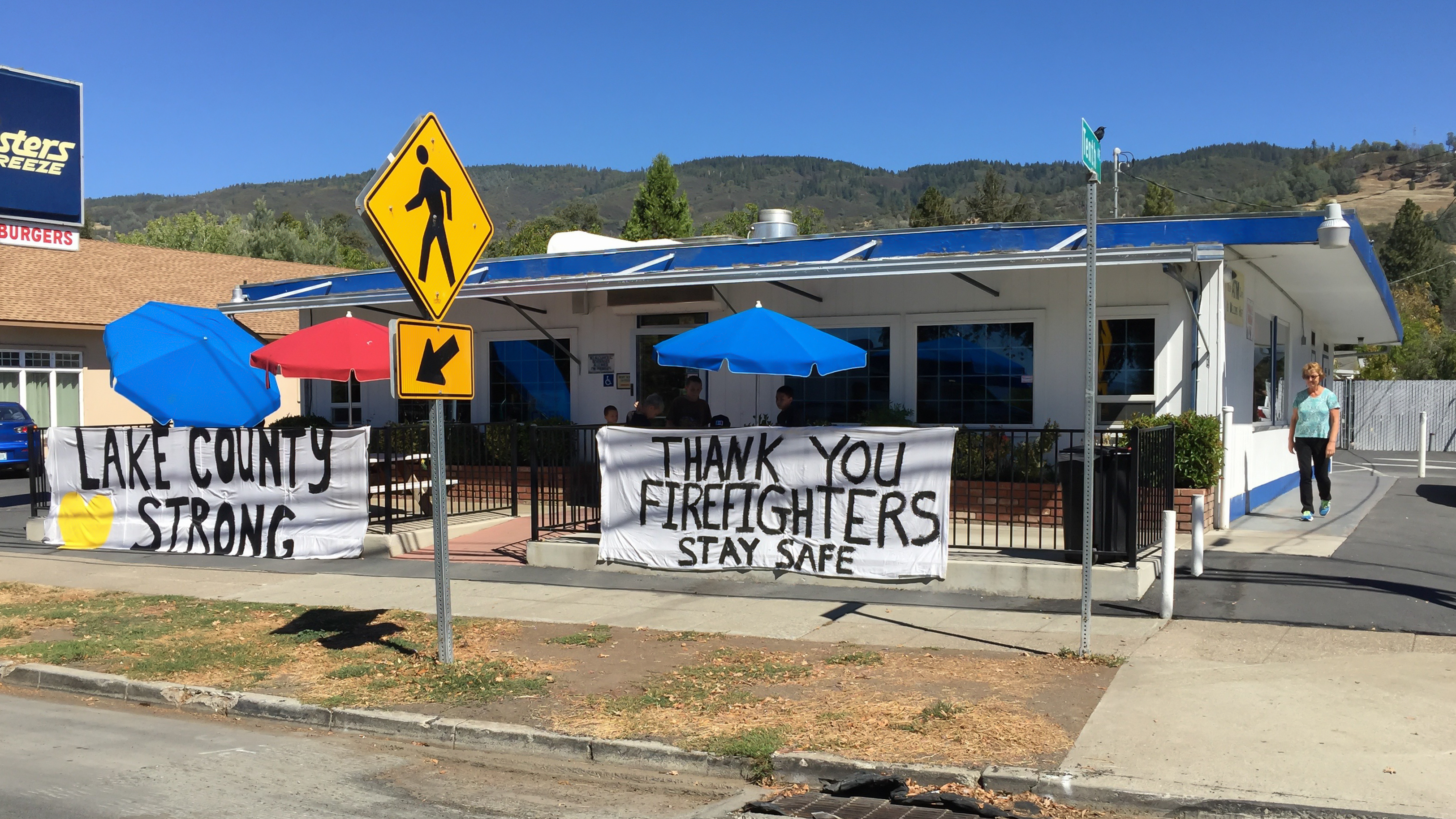
Unterstützung für die im Einsatz befindlichen Feuerwehrleute